# Marcus Kemp
Marcus Kemp (Ogden, 14 agosto 1995) è un giocatore di football americano statunitense che milita nel ruolo di wide receiver per i Kansas City Chiefs della National Football League (NFL).

## Carriera

### Kansas City Chiefs
Kemp firmò con i Kansas City Chiefs dopo non essere stato scelto nel Draft NFL 2017. Fu svincolato il 2 settembre 2017 e rifirmò con la squadra di allenamento il giorno successivo. Il 14 ottobre 2017 fu promosso nel roster attivo. Fu svincolato il 16 ottobre 2017, tornando poi a firmare per la squadra di allenamento. Tornò nel roster attivo il 2 gennaio 2018. Nella stagione 2018 disputò per la prima volta tutte le 16 partite, nessuna delle quali come titolare, con una ricezione per 7 yard.
Il 20 agosto 2019 Kemp fu inserito in lista infortunati dopo la rottura del legamento crociato anteriore e del legamento mediale collaterale.

## Palmarès
- Super Bowl : 2

Kansas City Chiefs: LIV, LVII
- American Football Conference Championship: 3

Kansas City Chiefs: 2019, 2020, 2022